# Pygoderma bilabiatum
Pygoderma bilabiatum là một loài động vật có vú thuộc chi đơn loài Pygoderma trong họ Dơi mũi lá, bộ Dơi. Chúng được Peters mô tả cấp chi năm 1863 và Wagner mô tả cấp loài năm 1843.